# أريغارون ثلاثي الأقسام
أريغارون ثلاثي الأقسام (الاسم العلمي:Erigeron trifidus) هو نوع من النباتات يتبع جنس الأريغارون من الفصيلة النجمية.